# Codorniz (Segovia)
Codorniz es un municipio y localidad española de la provincia de Segovia, en la comunidad autónoma de Castilla y León. El término municipal, enclavado en el territorio de la llamada Campiña Segoviana y fronterizo con la provincia de Ávila, tiene una población de 307 habitantes (INE 2024) e incluye los núcleos de población de Codorniz y Montuenga.

## Geografía

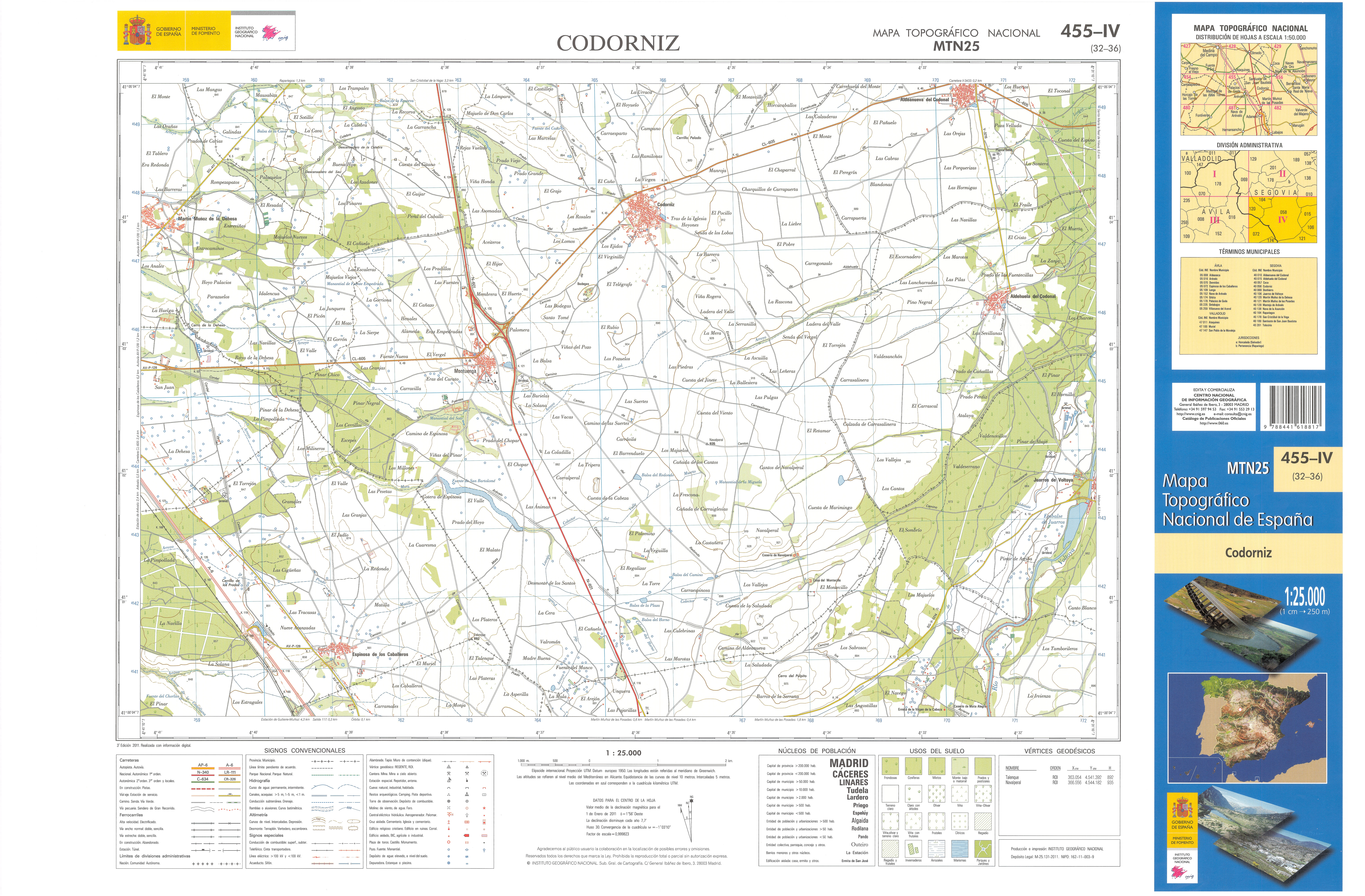
Fragmento de la hoja 455 del Mapa Topográfico Nacional de España de 2011 en el que se representa parte de Codorniz

La localidad de Codorniz está situada a una altitud de 890 m sobre el nivel del mar.
| Noroeste: Martín Muñoz de la Dehesa y Rapariegos              | Norte: Rapariegos y San Cristóbal de la Vega | Noreste: Nava de la Asunción                         |
| Oeste: Arévalo (Ávila)                                        |                                              | Este: Aldeanueva del Codonal y Aldehuela del Codonal |
| Suroeste: Espinosa de los Caballeros (Ávila) y Orbita (Ávila) | Sur: Martín Muñoz de las Posadas             | Sureste: Juarros de Voltoya                          |

## Historia
Estaba integrada en la Comunidad de villa y tierra de Arévalo, dentro del Sexmo de Orvíta; el despoblado de Estepar estaba en el Sexmo de la Vega. En 1250 constan como poblados en el Arcedianato de Arévalo. En ningún caso se puede atribuir el origen de esta localidad al asentamiento de un (erróneamente denominado) heliógrafo de comunicaciones durante el siglo XVI, ya que en realidad se trata de la torre de telégrafo óptico número 12 de la línea Madrid-Irún, construida a mediados del siglo XIX. Asimismo tampoco se puede afirmar que "tras esto, se cree que la fundación de un convento inició la agrupación humana, que dio por fin con la fundación de la ciudad a finales del siglo XVI", dado que es una especulación sin pruebas documentales. Tampoco se sustenta en ninguna prueba real la afirmación de que "la proximidad de cañadas y carriles de trashumancia, contribuyó también a la creación del asentamiento estable". Posteriormente se constituyó Montuenga como Entidad Local Menor.
En 1833, pasó a depender de Segovia. Hacia mediados del siglo XIX, el lugar tenía contabilizada una población de 409 habitantes. Aparece descrito en el sexto volumen del Diccionario geográfico-estadístico-histórico de España y sus posesiones de Ultramar de Pascual Madoz de la siguiente manera:

CODORNIZ: l. con ayunt. de la prov. de Segovia (8 leg.), part. jud. de Sta. Maria de Nieva, (3), aud. terr. y c. g. de Madrid (22), dióc. de Avila (9): sit. en un llano, rodeado de cuestas, le combaten los vientos N. O. y S. y su clima bastante frio, es propenso á pulmonias, pleuresias y fiebres intermitentes. Tiene 100 casas inclusa la de ayunt. en la que está la cárcel, escuela de instrucion primaria comun á ambos sexos á la que concurren sobre 70 alumnos que se hallan bajo la direccion de un maestro dotado con 1,100 rs., varios pozos de los que se utilizan los vec. para sus usos, y una igl. parr. (Santo Domingo de Silos), servida por un párroco, cuyo curato es de primer ascenso, y un beneficiado simple, ambos de presentacion de S. M. en los meses apostólicos y del obispo en los ordinarios. El edificio consta de 3 naves muy espaciosas, buenos retablos, y un escelente órgano, su fáb. es bastante regular en particular la de la torre en donde hay un buen campanario, inmediato á ella está el cementerio bastante capaz y ventilado: confina el terr. N. Moraleja de Coca y Aldeanueva del Codonal; E. el mismo Aldeanueva del Codonal; S. Montuenga, y O. Rapariegos; estendiéndose 1/4 de leg. poco mas ó menos en todas direcciones: comprende el cas. de el Estepar. El terreno es arenoso de mucho guijo y de inferior calidad al N. del pueblo y á 1/4 de leg. se encuentran algunos sitios poblados de encinas. caminos: los de pueblo á pueblo y la carretera de la corte á Valladolid todos en buen estado. correo: se reciben por los mismos interesados en Arévalo, los lunes, jueves y sábados y salen los días siguientes. prod.: trigo, centeno y algarrobas, poca cebada, garbanzos y mal vino, su mayor cosecha trigo; mantiene ganado lanar y vacuno; cria caza de perdices y liebres. ind.: la agrícola y un telar de lino. pobl.: 90 vec., 409 alm. cap. imp.: 51,586 rs. contr.: 6,850. El presupuesto municipal asciende á 3,300 y se cubren de los producetos de propios y por reparto vecinal.
(Madoz, 1847, p. 503)

En 1970 se incorporó al municipio el término Montuenga. Dicha localidad se constituyó como  entidad local menor en 1976.

### Despoblados
- Estepar (o Estopar[6]), a 2800 m al N/NO. Mencionada en las fuentes escritas de mediados del siglo XIII, ya despoblada en 1621. (41°05′22″N 4°26′50″O / 41.08944, -4.44722)[7][8]
- Navalperal del Campo, despoblada en el siglo XVIII y agregada a Montuenga (41°01′12″N 4°34′22″O / 41.02000, -4.57278)[9]
- Valverde del Campo o Torrejón, mencionado en las fuentes escritas de mediados del siglo XIII despoblada en el siglo XIX. (41°02′55″N 4°34′3″O / 41.04861, -4.56750)[10]

## Geografía humana

### Demografía
Cuenta con una población de 307 habitantes (INE 2024).
| Gráfica de evolución demográfica de Codorniz entre 1842 y 2021 |
| |
| Población de derecho según los censos de población del INE Población de hecho según los censos de población del INEEntre el censo de 1970 y el anterior, crece el término del municipio porque incorpora a 40522 (Montuenga) |

El municipio, que tiene una superficie de 64,28 km².

## Administración y política
| Periodo   | Nombre                                                                      | Partido   |
| --------- | --------------------------------------------------------------------------- | --------- |
| 1979-1983 | Andrés Sanz Sanz                                                            | UCD       |
| 1983-1987 | Hermenegildo Gallego Sacristán                                              | AP-PDP-UL |
| 1987-1991 | Epifanio Fernández Herrero                                                  | UC-CDS    |
| 1991-1995 | Carlos Sacristán Sáez (1991-1993)Mª. Sonsoles Herrero Fernández (1993-1995) | PP        |
| 1995-1999 | Mª. Sonsoles Herrero Fernández                                              | PP        |
| 1999-2003 | José Luis Zúñiga Martín                                                     | PP        |
| 2003-2007 | Juan Francisco Tinaquero Bajo                                               | PP        |
| 2007-2011 | Victoriano Gallego Armada                                                   | PSOE      |
| 2011-2015 | Domingo Tinaquero Ramiro                                                    | PP        |
| 2015-2019 | Domingo Tinaquero Ramiro (2015-2018)Antonio García Tinaquero (2018-2019)    | PP        |
| 2019-2023 | Óscar García Tinaquero                                                      | PP        |
| 2023-act. | Óscar García Tinaquero                                                      | PP        |